# Phong trào giải phóng người đồng tính
Phong trào giải phóng người đồng tính (tiếng Anh: Gay Liberation) chỉ phong trào người đồng tính, song tính luyến ái và hoán tính/chuyển đổi giới tính cấp tiến vào cuối thập kỷ 1960 và đầu thập kỷ 1970 ở Bắc Mỹ, Tây Âu, Úc và New Zealand. Thuật ngữ này hơi gần giống như thuật ngữ phong trào LGBT tuy nhiên phong trào giải phóng người đồng tính dùng để chỉ một phong trào đã xảy ra trong lịch sử còn phong trào LGBT đang xảy ra và mang nghĩa rộng rãi hơn. Phong trào giải phóng người đồng tính khởi động và bùng nổ mạnh mẽ từ Bạo loạn Stonewall, thúc đẩy bởi nhà hoạt động Marsha P. Johnson ở Thành phố New York.
Trong phong trào này, người đồng tính được khuyến khích công khai thiên hướng tình dục của mình, họ hành động bằng cách cho gia đình, bạn bè và đồng nghiệp biết đồng thời dẹp bỏ sự xấu hổ và thay bằng niềm tự hào đồng tính. Công khai thiên hướng tình dục và diễu hành đồng tính cũng là những hoạt động quan trọng của phong trào LGBT hiện nay. Cộng đồng người đồng tính đã dần dần xuất hiện.
Vào cuối thập niên 1970, phong trào giải phóng người đồng tính cấp tiến dần dần suy giảm thay vào đó là một phong trào chính thức hơn, đó đấu tranh đòi quyền công dân của người đồng tính.